# 杰尔马尼亚诺
杰尔马尼亚诺（義大利語：Germagnano），是意大利都灵省的一个市镇。总面积14.21平方公里，人口1308人，人口密度92.0人/平方公里（2009年）。ISTAT代码为001113。